# Sergio Hipperdinger
Sergio Gabriel Hipperdinger (General José de San Martín, Argentina; 14 de enero de 1992), es un futbolista argentino que juega de delantero y actualmente no tiene club.

## Trayectoria

### Quilmes A. C.
Se desempeña como delantero y se caracteriza por tener mucha potencia y capacidad goleadora. Foguinho, como es apodado por su parecido con el actor brasileño, es surgido de las divisiones inferiores de Quilmes. En la temporada 2010-2011, jugó muchos partidos en el Torneo de Reserva hasta que fue convocado para integrar el plantel profesional.  Debutó con Caruso en el partido ante Boca Juniors, en el cual Quilmes igualó 2-2 con el xeneize. Quilmes perdió la categoría, y no iba a tener chances de jugar en la B Nacional, tampoco en la vuelta a Primera. De hecho, volvió a jugar recién de la mano de Nelson Vivas y consiguió su mejor nivel con Caruso, donde le convirtió un gol sumamente importante a Arsenal de Sarandí.

## Estadísticas

### Clubes
| Club              | Temporada | Liga | Liga | Copa Nacional | Copa Nacional | Copa Internacional | Copa Internacional | Total | Total |
| Club              | Temporada | PJ   | G    | PJ            | G             | PJ                 | G                  | PJ    | G     |
| ----------------- | --------- | ---- | ---- | ------------- | ------------- | ------------------ | ------------------ | ----- | ----- |
| Quilmes Argentina |           |      |      |               |               |                    |                    |       |       |
| 2010-11           | 1         | 0    | -    | -             | -             | -                  | 1                  | 0     |       |
| 2011-12           | 1         | 0    | 2    | 0             | -             | -                  | 3                  | 0     |       |
| 2012-13           | 2         | 0    | 1    | 0             | -             | -                  | 3                  | 0     |       |
| 2013-14           | 9         | 1    | 0    | 0             | -             | -                  | 9                  | 1     |       |
| 2014              | 7         | 0    | 0    | 0             | -             | -                  | 7                  | 0     |       |
| 2015              | 0         | 0    | 0    | 0             | -             | -                  | 0                  | 0     |       |
| Total             | 20        | 1    | 3    | 0             | -             | -                  | 23                 | 1     |       |